# DVA (groupe)
Pour les articles homonymes, voir DVA.
DVA est un duo musical tchèque créé par Bára Ungerová (*1981) et Jan Kratochvíl (*1976) en 2006.

## Présentation
En 2012, ils composent et interprètent la bande originale du jeu Botanicula d'Amanita Design, pour laquelle ils obtiennent le prix Excellence in Audio lors de l'Independent Games Festival 2012.
Ils se sont produits avec succès dans de nombreux pays européens (Pologne, Norvège, Russie, Allemagne, France, Italie,...). En plus des concerts réguliers, ils accompagnent également des films (par exemple Le Cabinet du docteur Caligari) et des spectacles de danse et de théâtre.

## Albums
| Album                                        | Parution | Label                    | Commentaire                                                            |
| -------------------------------------------- | -------- | ------------------------ | ---------------------------------------------------------------------- |
| Caligari                                     | 2008     | HomeTable                | Bande son pour Le Cabinet du docteur Caligari.                         |
| Fonók                                        | 2008     | Indies Scope             | Premier album. « Musique folklorique de nations inexistantes ».        |
| Ringtones for mobile uPhones                 | 2008     | Surreal Madrid           | Collection de sonneries téléphoniques.                                 |
| Kollektt8                                    | 2009     | HomeTable                | Compilation de bandes son pour films, pièces de théâtre et jeux vidéo. |
| HU                                           | 2010     | Indies Scope             | Second album. « Musique pop de radios inexistantes ».                  |
| Botanicula Soundtrack                        | 2012     | Minority Records         | Bande originale du jeu Botanicula.                                     |
| Live at WFMU                                 | 2013     | HomeTable                | Passage radio du 6 octobre 2013 sur WFMU.                              |
| Nipomo                                       | 2014     | HomeTable / Northern Spy | Troisième album.                                                       |
| Cherries on Air                              | 2018     | Minority Records         | Bande originale du jeu Chuchel.                                        |
| OST Attentat 1942 / Svoboda 1945: Liberation | 2018     | Charles Games & DVA      | Bande originale du jeu Svoboda 1945: Liberation.                       |
| Happy Game Soundtrack                        | 2021     | Minority Records         | Bande originale du jeu Happy Game.                                     |
| Piri Piri                                    | 2024     | Bumbum Satori            | Quatrième album. « Bande son d’un été sans fin ».                      |